# Oberamt Rötlen
Das (Ober-)Amt Rötlen war ein Amt der Fürstpropstei Ellwangen.

## Geschichte
1471 erwarb die Fürstpropstei Ellwangen Röhlingen und viele andere Amtsorte. Sitz des Amtmanns war das Schloss in Rötlen, heute einem Ortsteil von Röhlingen. Das Amt wurde seit dem 17. Jahrhundert als Oberamt bezeichnet. An der Spitze stand ein adliger Oberamtmann.
Im Vorgriff auf den 1803 wirksamen Reichsdeputationshauptschluss kam das Oberamt Rötlen mit der Fürstpropstei bereits 1802 an Württemberg (seit 1806 Königreich) und wurde dem neuen Oberamt Ellwangen zugeordnet.

## Umfang
Das Oberamt Rötlen bestand am Ende des HRR aus folgenden Bestandteilen: Ellenberg, Pfahlheim, Röhlingen, Stödtlen, Wört, Beersbach, Birkenzell, Breitenbach, Erpfenthal, Gerau, Gorgenstadt, Halheim, Haisterhofen, Hardt, Haselbach, Hintersteinbach, Hirlbach, Hochgreut, Killingen, Konradsbronn, Kraßbronn, Neunstadt, Niederroden, Rippach, Rötlen, Schmalenbach, Steigberg und eine Reihe von Höfen.

## Oberamtmänner
- Wolf Friedrich Freidl von Hauzenstein (1668–1675)